# Anopheles obscurus
Anopheles obscurus är en tvåvingeart som först beskrevs av Grunberg 1905.  Anopheles obscurus ingår i släktet Anopheles och familjen stickmyggor. Inga underarter finns listade i Catalogue of Life.